# Isidor Natanson
Isidor Pavlovich Natanson (em russo:  Исидор Павлович Натансон; Zurique, 8 de fevereiro de 1906 – Leningrado, 3 de julho de 1964) foi um matemático soviético nascido na Suíça.
Conhecido por contribuições à análise real e teoria funcional construtiva, e em particular por seus livros-texto sobre estes assuntos. Seu filho, Garal'd Natanson (1930–2003), foi também um conhecido matemático.

## Publicações selecionadas
- Natanson, I. P. (1955). Theory of functions of a real variable. New York: Frederick Ungar Publishing Co. MR 0067952
- Natanson, I. P. (1964). Constructive function theory. Vol. I. Uniform approximation. Traduzido por Alexis N. Obolensky. New York: Frederick Ungar Publishing Co. MR 0196340. Zbl 0133.31101
- Natanson, I. P. (1965). Constructive function theory. Vol. II. Approximation in mean. New York: Frederick Ungar Publishing Co. MR 0196341. Zbl 0136.36302
- Natanson, I. P. (1965). Constructive function theory. Vol. III. Interpolation and approximation quadratures. New York: Ungar Publishing Co. MR 0196342. Zbl 0178.39701